# Rejuno
Rejuno is een bestuurslaag in het regentschap Ngawi van de provincie Oost-Java, Indonesië. Rejuno telt 3618 inwoners (volkstelling 2010).